# هيدفيج ليندال
هيدفيج ليندال (بالسويدية: Hedvig Lindahl) (29 أبريل 1983 في السويد - ) هي لاعبة كرة قدم سويدية في مركز حراسة المرمى، شاركت في الألعاب الأولمبية الصيفية 2016 والألعاب الأولمبية الصيفية 2008 والألعاب الأولمبية الصيفية 2012. وشاركت مع منتخب السويد لكرة القدم للسيدات ومنتخب السويد تحت 23 سنة للسيدات لكرة القدم ‏. أما مع النوادي، فقد لعبت مع تشيلسي ونادي مالمو وKristianstads DFF ‏ ونادي هكن للسيدات وIF Trion ‏ ونادي روسينجورد للسيدات ولينكوبينج ونادي تشيلسي لكرة القدم للسيدات.

## وصلات خارجية
- هيدفيج ليندال على موقع الاتحاد الدولي (مؤرشف)  (الإنجليزية)
- هيدفيج ليندال على موقع الاتحاد الأوربي (الإنجليزية)
- هيدفيج ليندال على موقع اتحاد السويد (السويدية)
- هيدفيج ليندال على موقع قاعدة بيانات كرة القدم.إي يو (الإنجليزية)
- هيدفيج ليندال على موقع Soccerway.com (الإنجليزية)
- هيدفيج ليندال على موقع عالم كرة القدم.نت (الإنجليزية)
- هيدفيج ليندال على موقع اللجنة الأولمبية الدولية (الإنجليزية)
- هيدفيج ليندال على موقع أوليمبيديا (الإنجليزية)
- هيدفيج ليندال على موقع اللجنة الأولمبية السويدية (السويدية)